# 山东广播电视台国际频道
山东广播电视台国际频道（英語：Taishan TV），又名“泰山电视台”，其前身为山东广播电视总台海外频道，海外频道最初在美国设立，于2006年1月1日开始试播，同月28日正式开播。最初该频道主要覆盖南加州华人聚居区，2010年1月，登上长城卫星平台，先后覆盖东南亚、美国、加拿大、欧洲和澳大利亚等地。
山东国际频道由国家新闻出版广电总局批准，受中共山东省委宣传部、山东省广电局、山东广播电视台的领导，在美国设立美国泰山国际传媒有限公司，负责其在美国的业务，且在美国洛杉矶、纽约，加拿大温哥华、多伦多，马来西亚吉隆坡，澳大利亚悉尼、布里斯班，比利时布鲁塞尔和瑞典斯德哥尔摩设有办事处。
2016年9月15日，泰山电视台全新改版，放弃原有的泰山台标，改为使用山东广播电视台统一台标，加注“国际频道”和“TAISHAN TV”字样。
2021年4月28日0:00，山东广播电视台国际频道正式停播。

## 节目设置
山东国际频道每天6小时节目24小时播出，主要节目包括：
- 新闻节目《龙视天下》，播出时间：每天 18:45-19:15；《新闻播报》，播出时间：周六周日19:15-19:35
- 人物访谈《龙的传人》，播出时间：周六18:23-18:43
- 旅游节目《假日旅游》，播出时间：周一至周五18:25
- 人文节目《唐三彩》，播出时间：周日18:23-18:43
- 综艺节目《快乐向前冲》，播出时间：周一至周五 21:40-22:40；《我是大明星》，播出时间：周一至周五 22:43-23:38；《让梦想飞》，播出时间：周一至周五 19:15-20:10；《唱响山东》，播出时间：周日22：15
- 生活节目《美味食客》，播出时间：每天18:03-18:23
- 龙视剧场
- 经典影院